# Crochet de boucher
Pour les articles homonymes, voir Crochet.

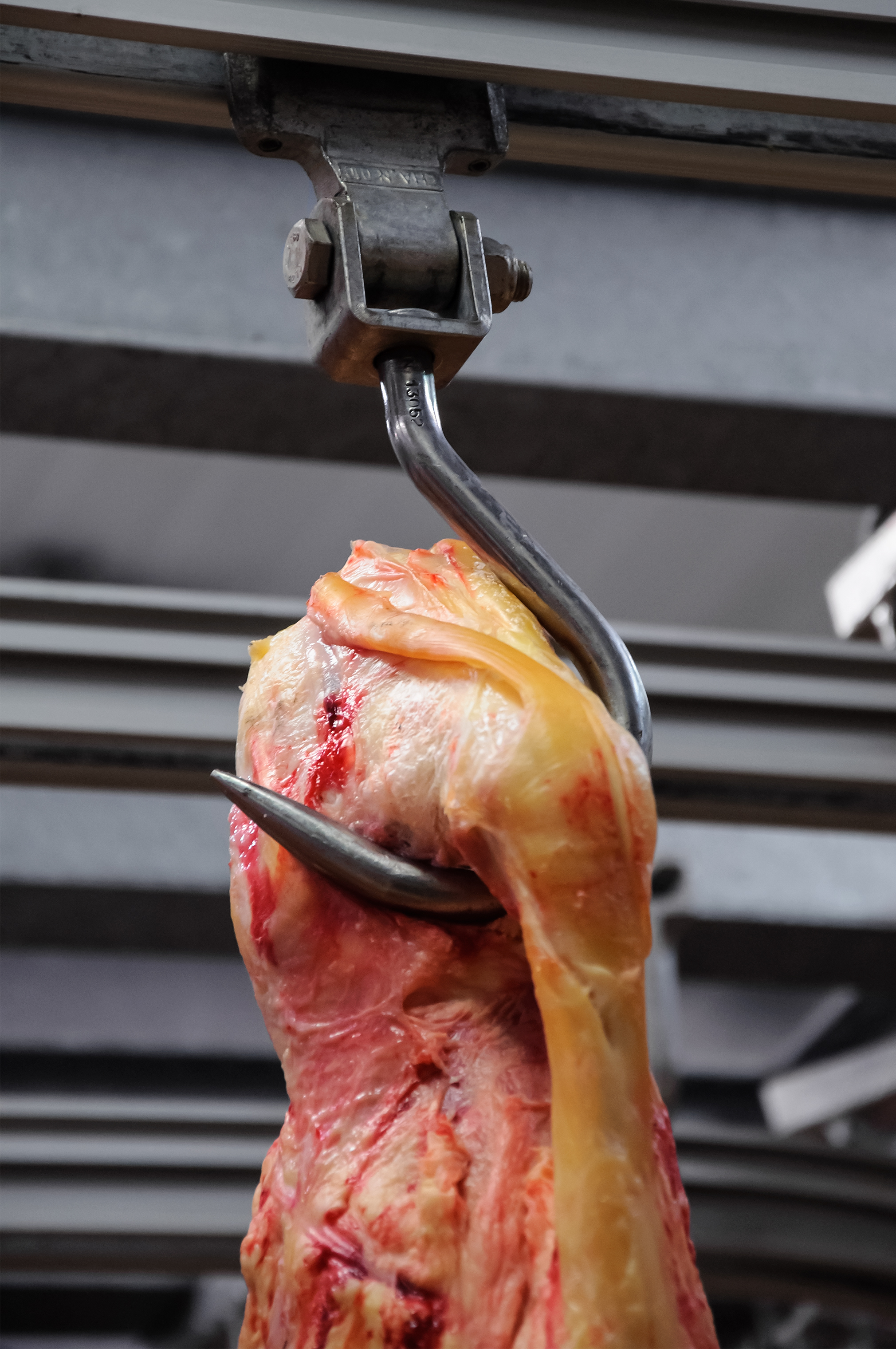
Crochet de boucher sur un rail.

Un crochet de boucher, ou crochet de boucherie ou cheville est un type de crochet utilisé dans les fermes, les boucheries et abattoirs pour y suspendre des quartiers de viande ou des carcasses.
Des séries de crochets peuvent être rendues solidaires d'un rail sur lesquels ceux-ci peuvent se déplacer, individuellement, de façon à transporter leurs charges sans avoir à les décrocher.
Le crochet de petite taille et amovible qui est utilisé dans les boucheries de détail pour accrocher les pièces de viande est communément appelé un esse à cause de sa forme identique à celle de la lettre S.
L'appellation d'un métier du commerce utilise la racine « cheville », crochet qui sert à suspendre les carcasses : le chevillard.

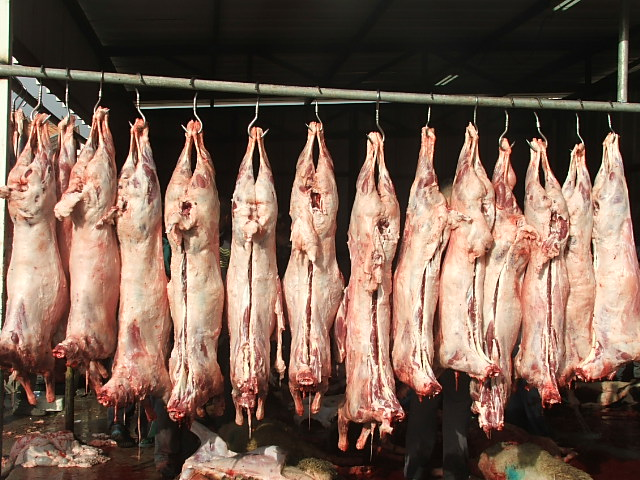
Crochets de boucher fixes en Israël.
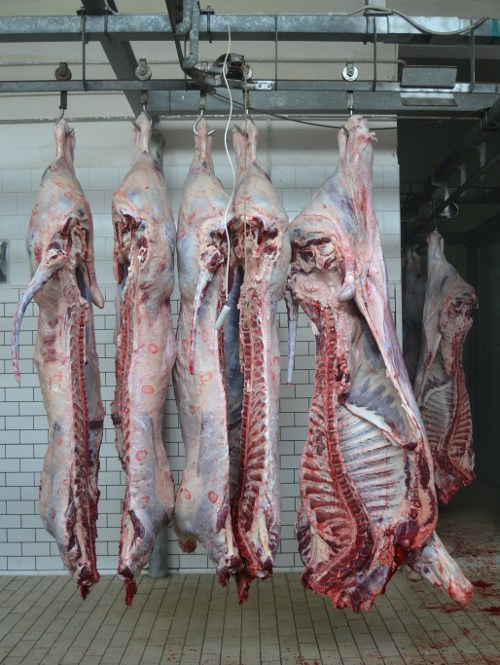
Crochets de boucher sur rail.
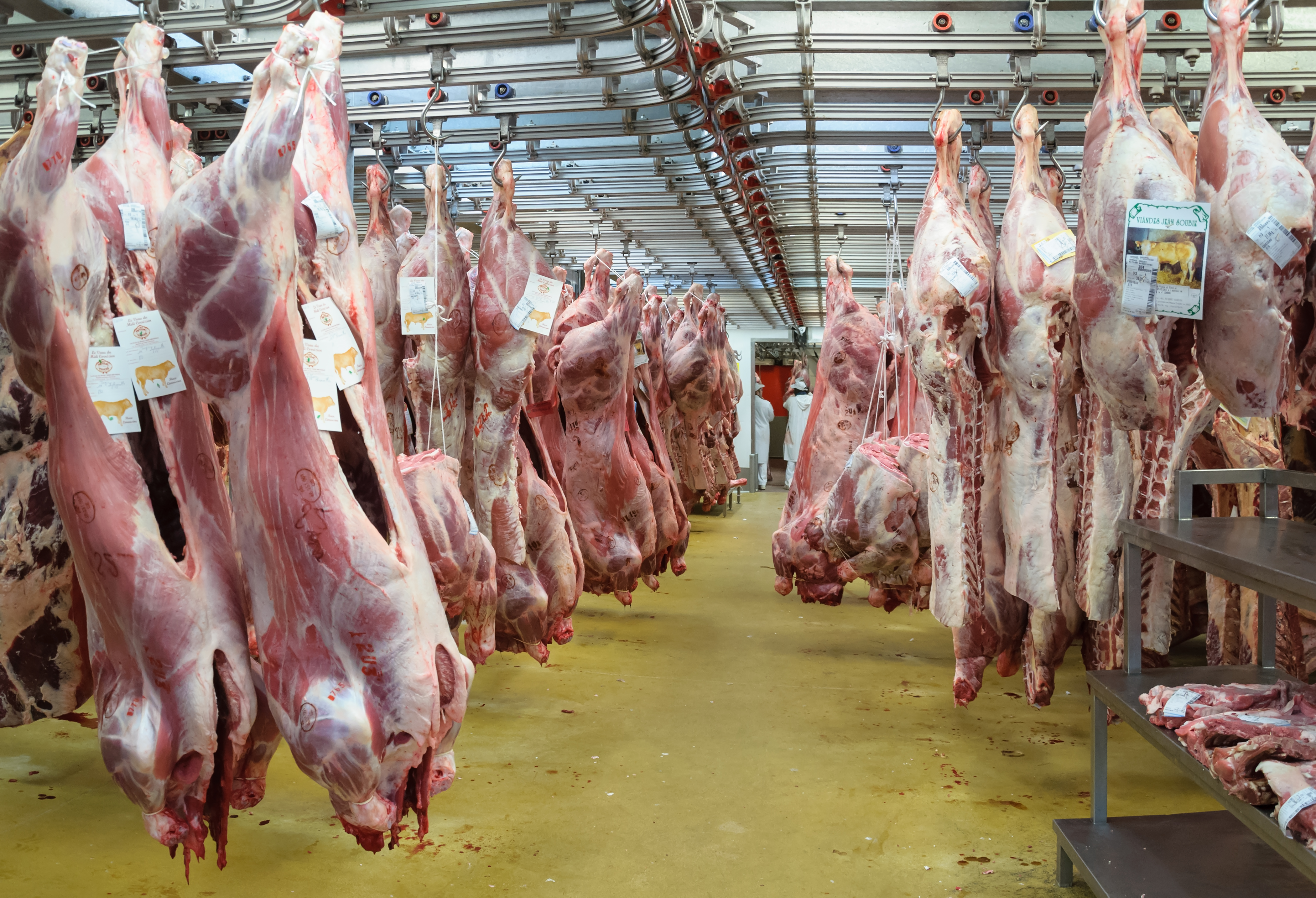
Crochets de boucher sur rail au marché international de Rungis.
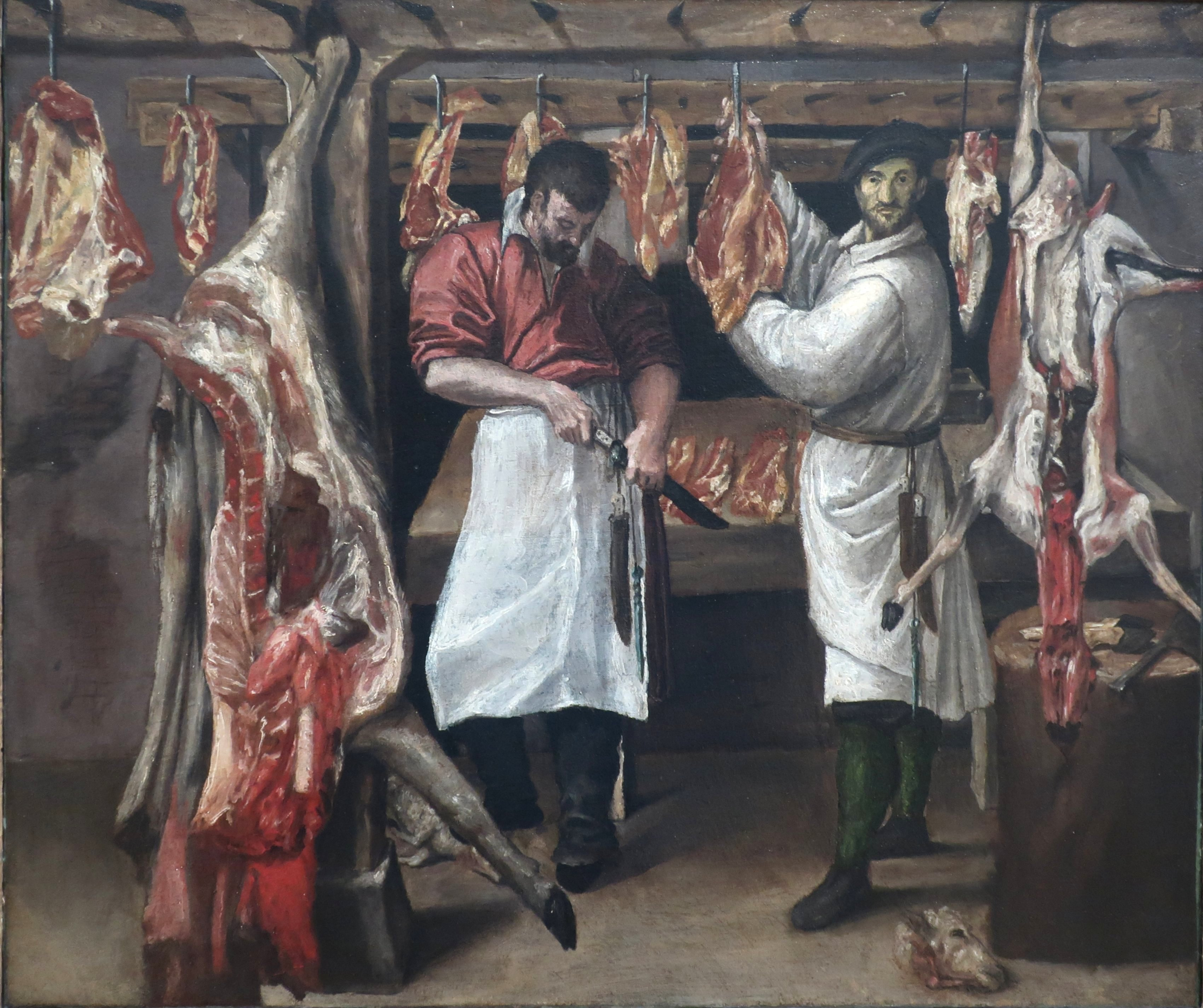
La Boucherie d'Annibale Carracci, vers les années 1580.